# Sötétaljú karcsúbagoly
A sötétaljú karcsúbagoly (Polypogon tentacularia)  a rovarok (Insecta) osztályának a lepkék (Lepidoptera) rendjéhez, ezen belül a bagolylepkefélék (Noctuidae) családjához tartozó faj.

## Elterjedése
Széles körben elterjedt faj Európában a friss és nedves erdei és hegyi réteken, erdők, utak szélén. Az Alpokban 1000 méterig, a hegyvidéki réteken is nagy számban előfordul.Oroszországban, Kelet-Kínában és Japánban is megfigyelték.

## Megjelenése
- lepke: szárnyfesztávolsága 30 mm, a nőstények sokkal kisebbek, és általában a sötétebb színűek. Az első szárnyak sárgásbarnák, világosbarnák és rajtuk három hullámos, kissé csipkézett, sötétbarna keresztirányú vonal fut végig. A hátsó szárnyak mindkét nemnél világos-barnák.
- hernyó: világosbarna, a hátulja sötétebb, a feje sötétbarna.
- báb: viszonylag rövid, sötétbarna, a földön zajlik a bebábozódás, és ez telel át.

## Életmódja
- nemzedék: egy generáció június elején augusztus elején, második generáció kedvező években lehet augusztus-szeptember hónapban.
- hernyók tápnövényei: Ezüstös hölgymál (Hieracium pilosella), Erdei deréce (Epilobium angustifolium), saspáfrány (Pteridium aquilinum).

## Fordítás
- Ez a szócikk részben vagy egészben  a   Palpen-Spannereule című német Wikipédia-szócikk fordításán alapul.  Az eredeti cikk szerkesztőit annak laptörténete sorolja fel. Ez a jelzés csupán a megfogalmazás eredetét és a szerzői jogokat jelzi, nem szolgál a cikkben szereplő információk forrásmegjelöléseként.